# خليل بن سلطان الجبوري
خليل بن سلطان بن ناصر الجبوري(1137-1191 ه‍/1725م - 1777م)، هو شاعر، من العراق ومن متأدبي بغداد، والده الشيخ سلطان بن ناصر الجبوري.

## السيرة
ولد في بغداد سنة (1137 ه‍/1725 م) درس وتعلم فيها، وظل يسكن بغداد حتى توفي فيها سنة (1191 ه‍/1777 م).
ذكره صاحب كتاب شمامة العنبر والزهر المعنبر ولم يسمه بل اكتفى بذكر كنيته ولقبه حيث قال: أبو المواهب الجبوري، شاعر جديد جيد أزرة سلافة أبيات بذات العصر القديم، نشأ في هذه الأيام فعرضت علي نبذة من أبياته دلتني على أنه إن مارس النظم يكون له في الأدب بناء عظيم، روض أدبه قبل نور فاح، وفي المثل المولد الديك في البيضة صياح، صلصلت أجراس أبياته في الزوراء. فأرسلت أصواتها إلى مسامع أهل الأدب في الحدباء، بأحزم مهارة، وألطف إشارة، 
وأشد عبارة. فشهدنا له بالسداد والفكر الوقاد، والشعر المستجاد، الذي صارت بيوته بطلب علمه ذات العماد. له تخميسات أغنت لذاذتها عن المثالث والمثاني، وضربت لها القلوب لفكرتها أخماساً في أسداس لرقة تلك المعاني، وغلبت عشراتها على الآحاد حيث غدا لها على لسان التصوف باني، وعمري لو دام على هذه الطريقة ثنى باسكار أدبه الرحيق، وثلث نوره القمرين وربع ببهجته أشهر الربيع الأنيق، بل إذا عتق أدبه ربع بجودة قدمه الخمر والحمام ثم الصديق. كان لفضلاء بغداد واسطة العقد وإمام المسبحة، ولكف الفضل فيهم لا أقول الأصبع السبابة بالشرف بل المسبحة، ويشتهر سحاب قريحته على رياضهم أشهر من قفا نبك، فما يحوجنا في ترجمته أن نقول قفا نحك، أنشدني الشيخ علي بن المصفى له قوله:
وأنشدني له على لسان بعض النساء المجذوبات أقران رابعة العدوية:
بالرغم من ان المؤلف لم يذكر اسمه، فقد علق محقق الكتاب بهامش جاء فيه: لعله من أولاد الشيخ سلطان بن ناصر الجبوري شيخ القراء في بغداد.